# Matt Hunwick
Matt Hunwick (ur. 21 maja 1985 w Warren) – amerykański hokeista, reprezentant USA.
Jego brat Shawn (ur. 1987) także jest hokeistą na pozycji bramkarza.

## Kariera klubowa
- U.S. National U17 Team (2001)
- U.S. National U18 Team (2001-2003)
- Michigan Wolverines (2003-2007)
- Boston Bruins (2007-2010)
  -  Providence Bruins (2007-2008)
- Colorado Avalanche (2010-2014)
- New York Rangers (2014-2015)
- Toronto Maple Leafs (2015-2017)
- Pittsburgh Penguins (2017-2018)
- Buffalo Sabres (2018-)
  -  Rochester Americans (2018/2019)

W latach 2003–2007 był zawodnikiem Michigan Wolverines, drużyny akademickiej University of Michigan. W międzyczasie w drafcie NHL z 2004 został wybrany przez Boston Bruins. W lidze NHL zadebiutował w barwach tej drużyny w listopadzie 2007 i rozegrał 13 meczów edycji NHL (2007/2008), jednak większość sezonu rozegrał zespole farmerskim Providence Bruins w rozgrywkach AHL. Od sezonu NHL (2008/2009) regularnie występował w Boston Bruins. W listopadzie 2010 został zawodnikiem Colorado Avalanche. Od lipca 2014 zawodnik New York Rangers. Od lipca 2015 zawodnik Toronto Maple Leafs. Od lipca 2017 zawodnik Pittsburgh Penguins. W czerwcu 2018 przeszedł do Buffalo Sabres.

## Kariera reprezentacyjna
Jest reprezentantem USA. Występował w kadrach juniorskich kraju na mistrzostwach świata do lat 18 (2003) i do lat 20 (2004, 2005). W kadrze seniorskiej uczestniczył w turnieju mistrzostw świata w 2013.

## Sukcesy

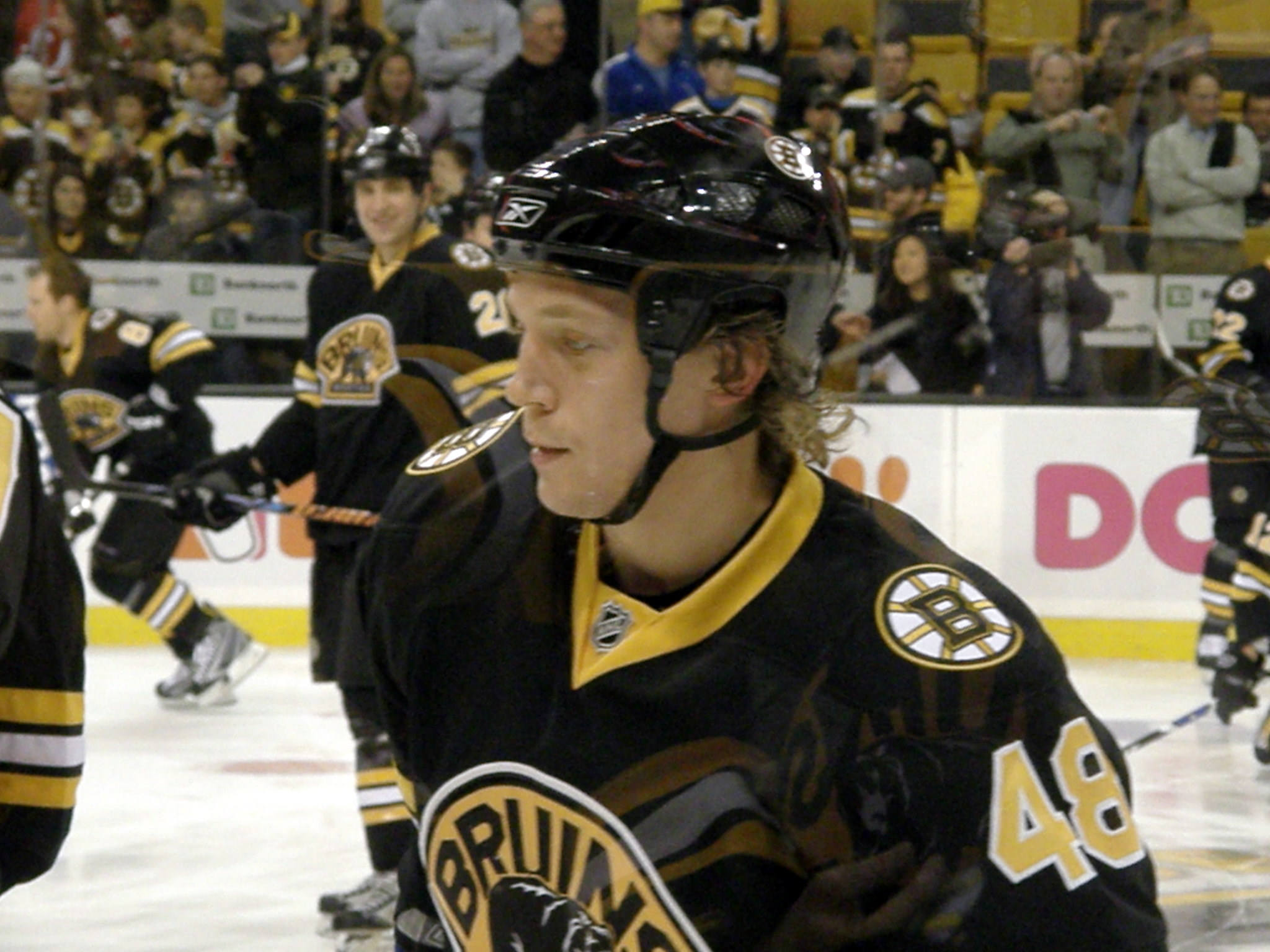
Matt Hunwick w barwach Boston Bruins (2008)

Reprezentacyjne
- Złoty medal mistrzostw świata juniorów do lat 20: 2004
- Brązowy medal mistrzostw świata: 2013

Klubowe
- Mistrzostwo NCAA (CCHA): 2005
- Frank Mathers Trophy: 2008 z Providence Bruins
- Emile Francis Trophy: 2008 z Providence Bruins
- Mistrzostwo dywizji NHL: 2009 z Boston Bruins

Indywidualne
- Sezon NCAA (CCHA) 2005/2007:
  - Najlepszy defensywny obrońca
  - Pierwszy skład gwiazd
- Mistrzostwa Świata w Hokeju na Lodzie 2013/Elita:
  - Pierwsze miejsce w klasyfikacji +/- turnieju: +9